# Psáry
Psáry (deutsch Psar) ist eine Gemeinde im Okres Praha-západ, Tschechien. Sie liegt in 346 m ü. M. 18 Kilometer südöstlich des Stadtzentrums von Prag. Die Fläche der Gemeinde beträgt 11,23 km².

## Geschichte
Die erste urkundliche Erwähnung des Ortes entstammt dem Jahr 1088.

## Ortsgliederung
Die Gemeinde Psáry besteht aus den Ortsteilen Psáry und Dolní Jirčany. Grundsiedlungseinheiten sind Psáry, Dolní Jirčany und Štědřík.
Das Gemeindegebiet gliedert sich in die Katastralbezirke Psáry und Dolní Jirčany.